# Художник
За българското двумесечно списание, излизало в София от 1905 до 1909 година вижте Художник (1905 – 1909).
За село Зограф в Област Добрич вижте Зограф (село).
Художник е деятел на изкуството, който се занимава с изобразително изкуство, а в икономически план това е професия, осигуряваща доход посредством гореописаните действия.
Думата художник е заимствана от старославянското хѫдогъ – „опитен, сръчен“, произлизащо от готското handags – „сръчен, изкусен“, производно на handus – „ръка“. В този смисъл, от етимологическа гледна точка „художник“ в съвременния български език (както и в руския) означава майстор-живописец, но думата се използва и като по-общо определение за създатели на творби с естетически качества: скулптура, резба и др. В контекста на съвременното изкуство (където смесването на техники е често срещано) практиката в България е да се използва и думата артист (от лат. artist).
Липсата на производен глагол от съществителното „художник“ в българския, а и в други езици, води до известни трудности, когато трябва да се обозначи работенето с бои при създаване на картина като произведение на изкуството. „Рисувам“ означава всъщност „правя рисунка“, „скицирам“ (например с молив), а глаголът „боядисвам“ има в наше време различно значение („багря, покривам нещо с боя“). Тромавите изрази „турам бои“ (Cod. D. Slavo 39, Самоков, ок. 1836 – 1838), „полагам бои“ (20 век) не са добили гражданственост. Единствен що-годе точен вариант за изразяване на дейността на художника с глагол е книжовното „живописвам“.

## Зограф
Определянето на българските иконописци като „художници“ е спорно. В българската научната литература общоприето и по-правилно е те да се наричат „зографи“ или „иконописци“. При липса на светска живопис в България до към средата на 19 век, те самите са се наричали „зографи“ (название, заимствано от гръцкото ζωγραφος), а съответният глагол е бил „зографис (у) вам“. В заглавието на една от ерминиите от Самоков (Cod. D. Slavo 39, ок. 1836 – 1838) пише: „…иконописание тоест зоография… зографи т.е. живописцы“. Относно икона, изписана (ср. руското „написать икону“) с маслени бои, там се казва: „Куга правишъ образъ сосъ безиръ“. Старите гръцки ерминии наричат светската живопис с маслени бои със западния термин „naturale“, близък по смисъл на „живопис“. От „образ“ – в стария смисъл на „икона“ – произлиза и глагол: ср. „изобрази“ в подписа на иконописеца Кръстю от 1803 г. Прочути български зографи от 19 век като Захарий от Самоков и Дичо от с. Тресонче добавят по гръцки пример към имената си „Зограф“, докато Никола Иванов (Самоков, 1828 – януари 1915), като полурелигиозен, полусветски художник и автор на първата българска светска картина, приема като ново „фамилно“ име „Образописов“. Интересно е да се отбележи, че той е син и ученик на известния зограф на име Йован Иконописец.
През 19 век българските зографи използват в своите ерминии една изключително богата професионална терминология, например днес забравения глагол и гръцка заемка „историчавам“ (срв. италианското „istoriare“ за същото), т.е. „изписвам житийни сцени в черква“, за разлика от изографисването на отделни светци или икони. Дичо Зограф (1819 – 1872) подписва изписаните от него икони по гръцки и западен образец „Из руки Дича Зографа“. Срещат се и подписи като например „Рукоделие зографъ Димитрие Кънчовъ от Трявне…1838“ и „Рукою Анастас Зогр. Кьрклийсийскому въ лето 1864“. В тези случаи действително прозира етимологията на думата „художник“, макар че тя не е била известна на зографите.